# 山口尚美 (モデル)
山口 尚美（やまぐち なおみ、1984年9月17日 - ）は、日本のモデル。ガンズマネージメント所属。東京都出身。身長163cm。血液型はA型。
夫はポップバンド相対性理論のギタリスト・永井聖一。2014年に第1子女児を出産、2016年12月に第2子男児を出産。

## 主な出演

### CM
- Yahoo! オークション　『服がかぶった篇』　同じ事務所の廣野理恵と共演　（2006年7月 - 9月）
- 日産　「日産サンクスナビキャンペーン」　『女篇』　三上哲と共演　客役　（2006年10月4日 - 12月）
- 日本民間放送連盟「CMのCMキャンペーン」 『高田純次編』（2006年）
- マンパワー・ジャパン 『ショップウィンドウ編』（2007年）
- サークルKサンクス「ZERO BANK ゼロバンク」（2007年2月 - ）
- 江崎グリコ BREO（2007年）
- ソニー・コンピュータエンタテインメント PlayStation Portable カラバリ篇（2007年）
- 味の素（2008年 - 2009年）
- NTTコミュニケーションズ 企業CM 050あんしんナンバー、cocoa（2008年）
- サンリオ 35th Anniversary Hello Kittty Colors SPEAK YOUR HEART こころのことば大募集編（2009年）
- クロネコヤマト 企業CM プレゼント宅急便篇（2010年）
- アニマックス 企業CM（2010年）
- ライオン リードヘルシークッキングペーパー  アスパラガス編 ブロッコリー編（2010年）
- 日本映画専門チャンネル 企業CM（2010年）
- 高橋酒造 SHIRO Cheers System（2010年）
- タビオ Tabio Slide Show（2010年）
- Google 画像検索で、 fashion show（2010-2011年）
- サッポロファインフーズ「ポテかるっ」（2011年3月 - 2012年3月）
- フジテレビ ミトカナイトフジ「現場」篇（2011年5月 - 2011年7月）
- NISSAN JUKE「増えてます」篇（2011年6月 - 2011年11月）

### ミュージックビデオ
- 誰よりもあなたを / ミドリカワ書房
- 素直になれたら /JUJU
- School Life / KAME&L.N.K
- Sugar!! / フジファブリック
- 虹 / ゆず
- 小さくても世界は変わってる / 鶴
- ありったけのLove Song / ナオト・インティライミ
- spell / LAMA

### 映画
- 君の好きなうた（2011年9月3日公開） - ヒロイン 藤枝知加子 役

### 雑誌
- JILLE
- mini
- SEDA
- MORE
- anan
- 宣伝会議
- ゼクシィ
- Hanako
- ランドネ
- キモノなでしこ